# Köbölkúti csata
A köbölkúti csata 1663. augusztus 6-án, Párkány közelében zajlott le, amely Érsekújvár ostromának nyitánya volt. A várparancsnok Forgách Ádám, későbbi országbíró a várőrség egy részével kivonult, hogy rajtaüssön a közeledő nagyvezír, Köprülü Ahmed seregén. A váratlan támadás nem sikerült, és a várőrség javarésze elesett. Köprülü csak tíz nappal később kezdte el az ostromot. Forgách hatheti védekezés után adta fel a várat.

## Előzmények
1663-ban kitört egy újabb törökellenes háború, amelyet az Oszmán Birodalom kezdett meg. A nagyvezír Budán vonta össze, majdnem 70 ezer fős hadseregét. A magyar csapatok és a császáriak nem készültek fel a háborúra, s a nyílt terepre kiállítható katonaság mindössze 7000 fő volt.
Köprülünek feltett szándéka volt Magyarország végleges leigázása, amelynek élére majd I. Apafi Mihályt állíthatja. Apafi szintén közeledett kisebb csapatokkal Erdélyből a nagyvezír kötelezésére. Köprülü körültekintően dolgozta ki a stratégiát, de egyelőre nem tudta, hol mérhetne csapást a keresztény erőkre. Bécs nem bírt volna ki semmilyen ostromot, egyetlen ami védte volna az felvidéki védvonal, amelybe Érsekújvár is beletartozott.
Az alvezéreivel folytatott hosszú tanácskozás során a nagyvezír végül eldöntötte, hogy Érsekújvárt fogják megostromolni.
Köprülü július végén Esztergom felé vonult, ahol már erdélyi segédcsapatok is csatlakoztak hozzá, s itt hidat épített ki a Dunán. Mihelyst átkeltek a másik oldalra, egyelőre még Párkányt szállták meg, mert hírét vették, hogy Zrínyi Miklós, vagy Forgách éppen tábort készül ütni a közelben, azzal a céllal, hogy rajtaüssenek a törökökön. Ezért a nagyvezír egy 20 ezer fős hadat őrségbe rendelt, ami rendszeresen figyelte, nem közeleg-e bármilyen ellenséges csapat.
A várt rajtaütés nem következett be, s Köprülü most azon volt, hogy Forgáchot csalja tőrbe.

## A csata
Forgách elhatározta, hogy az őrség egy részével kivonul, s megpróbál ráütni Köprülü seregére. Két lehetséges magyarázat van, miért bízott vállalkozása sikerében. Az egyik szerint két török szökött a várba, akik azt jelentették, hogy a túlparton Párkánynál mindössze csekély török csapat állomásozik, akiket a folyó áradása miatt nem lehetett volna jól megerősíteni. A másik elképzelés úgy tartja, miszerint Forgách arról értesült, hogy a Duna áradása folytán az esztergomi híd megrongálódott, s életveszélyessé vált, így Párkánynál mindössze két és félezer katona maradt, akik el vannak vágva a főseregtől. Ebben a hitben a várőrség egy részével (melyet egyfelől németek, egyfelől magyarok alkottak) útra kelt Párkány irányába. Csatlakozásra szólította fel a környék vármegyéit, aminek magyarokból és szlovákokból álló közfelkelése a sereghez vonult augusztus 6-án. Az éjjel elérték Köbölkút községet, ahol azonban jóval több, közel 12 ezer fős török csapat várta őket, teljes készenlétben Kose Ali, Gurdzsi Mohamed pasák és Szári Husszein budai pasa vezetésével. A várkatonák csapatát megsemmisítették, a közfelkelőket pedig szétkergették. Forgách emberei több ezer fős veszteséggel számolhattak, melynek jelentős részét a várbeliek tették ki.
A veszteségek nagy részét a gyalogos had tette ki, elestek többek között:
- Galántai báró Esterházy György (1630-1663) szendrői címzetes püspök
- Illésházy Ferenc
- Lippay János
- Szörényi Ferenc[2]

Malonyai Pál a csatában elesettek emlékére kápolnát állíttatott, mivel édesapja is odaveszett. A törökök a levágott fejeket karóra tűzték, majd a Strázsahegy alján temették el. A kápolnát 1795-ben szanálták, az előtte álló Szentháromság-szobrot áthelyezték, ma a kertvárosi plébánia előtt áll.

## A következmények
Érsekújvár őrsége nagyon megfogyatkozott és a vereség nagy riadalommal töltötte el a közeli vármegyéket. Köprülü üzenetet küldött szeptemberben mindenfelé, hogy azonnal hódoljanak meg Apafi, azonfelül a szultán előtt. A félelemtől sújtott megyei vezetők készek is lettek volna erre, de Wesselényi Ferenc nádor körlevélben szólította fel az elöljárókat és a lakosságot, hogy ne hódoljanak be a nagyvezírnek.
A törökök csak tíz nappal később vonultak Érsekújvár alá, ezalatt délen Zrínyiújvárnál Zrínyi levert egy török sereget és Kanizsát is megközelítette. A másik császári főparancsnok Raimondo Montecuccoli éppen Magyaróvárnál táborozott, csapatai körülbelül 15 ezer főre rúgtak, de nem mert Köprülü erőinek közelébe menni, egyrészt nem akarta Bécs védelmét kockára tenni, másrészt a serege élelmiszer és lőszer ellátása nem volt megfelelő. Wesselényi és Nádasdy Ferenc országbíró elérték, hogy Zrínyit is főparancsnokká nevezzék ki, aki alá egy nemesi felkelőkből álló, elég gyakorlatlan sereget rendeltek. Még mielőtt elindult volna északnak a bán, előtte megerősítette a muraközi és a horvát területeket, mert ha a törökök megszerzik a Mura feletti ellenőrzést, onnan is behatolhatnak osztrák területre.
Zrínyi viszonylag későn ért Pozsonyhoz csapatával, mert szeptember 25-én Forgách már megadta magát. A bán nem tehetett egyebet, minthogy csekély csapatával állandóan zaklatja a nagyvezír seregét, amíg az téli szállásra vissza nem vonul a Balkánra.
Érsekújvár elvesztése hasznos tapasztalatokkal szolgált a bécsi udvar számára is, ahol a következő év harcaira most már alaposabban kezdtek készülődni.